# Roaring Meg Power Station Waterfall
Der Roaring Meg Power Station Waterfall ist ein Wasserfall in der Region Otago auf der Südinsel Neuseelands. Er bildet die Mündung des Roaring Meg or Kirtle Burn an einem Wasserkraftwerk in den Kawarau River. Seine Fallhöhe beträgt rund 6 Meter.
Der Wasserfall ist vom Besucherparkplatz des Wasserkraftwerks am New Zealand State Highway 6 zwischen Cromwell und Queenstown aus zu sehen.